# Clemens Bieber (Geistlicher)
Clemens Bieber (* 1957 in Glattbach) ist ein deutscher katholischer Priester und Domkapitular des Bistums Würzburg.

## Leben
Clemens Bieber absolvierte eine Ausbildung zum Bankkaufmann, erwarb das Abitur am Ketteler-Kolleg in Mainz und studierte katholische Theologie an den Universitäten Würzburg und Innsbruck. Am 14. Februar 1987 wurde er von Bischof Paul-Werner Scheele zum Priester geweiht und war danach als Kaplan in Kitzingen-Sankt Vinzenz, Gerolzhofen, Fladungen und Schweinfurt-Sankt Kilian tätig. Von 1990 bis 1992 war er Pfarrer in Theilheim, von 1992 bis 2009 Pfarrer von Kleinostheim.
Bischof Friedhelm Hofmann ernannte ihn mit Wirkung zum 1. Januar 2010 zum Leiter der Hauptabteilung V „Soziale und caritative Dienste“ im Bischöflichen Ordinariat und zum 1. Vorsitzenden des Caritasverbandes für die Diözese Würzburg e.V. Am 30. März 2010 berief Bischof Hofmann Bieber in das Domkapitel an der Kathedralkirche zu Würzburg. Seit 2012 ist Bieber Vorsitzender des Verbandes Katholischer Tageseinrichtungen für Kinder (KTK) – Bundesverband e.V. gewählt.
Er ist seit 1980 Mitglied der katholischen Studentenverbindung K.D.St.V. Franco-Raetia zu Würzburg im CV. Während seines Studiums in Innsbruck trat er zudem noch der KÖHV Leopoldina Innsbruck im ÖCV bei.

## Familie
Sein älterer Bruder ist Joachim Bieber, langjähriger Bürgermeister von Miltenberg (CSU).

## Wirtschaftsmandate (Auswahl)
- LIGA Bank eG., Aufsichtsratsmitglied
- Caritas Einrichtungen gGmbH, Gesellschaftervertreter in Konzernholding, Aufsichtsratsvorsitzender
- Caritas Einrichtungen Würzburg / Kitzingen GmbH, Aufsichtsratsvorsitzender
- Caritas Einrichtungen Schweinfurt / Bad Kissingen GmbH, Aufsichtsratsvorsitzender
- Caritas Einrichtungen Bad Bocklet GmbH, Aufsichtsratsvorsitzender
- Caritas Einrichtungen Miltenberg / Großostheim GmbH, Aufsichtsratsvorsitzender
- Caritas Einrichtungen Burkardus GmbH, Aufsichtsratsvorsitzender
- Caritas Don Bosco gGmbH, Gesellschaftervertreter
- Vinzenz Druckerei und Schreinerei GmbH, Vinzenz-Firmengruppe, Gesellschaftervertreter
- Vinzenz Dienstleistungen GmbH, Vinzenz-Firmengruppe, Gesellschaftervertreter
- Vinzenz gemeinnützige Serviceleistungen GmbH, Vinzenz-Firmengruppe, Gesellschaftervertreter
- Caritas-Schulen gGmbH, Geschäftsführer und Beirat
- Caritas Personal Service GmbH (HRB 11903 – Insolvenz)

## Schriften
- mit Marion Egenberger: Taufpastoral und Gemeindeaufbau. Ein Beispiel aus St. Laurentius, Kleinostheim. In: Walter Kasper, Alois Kothgasser, Albert Biesinger, Jörn Hauf (Hg.): Weil Taufe Zukunft gibt. Wegmarken für eine Weiterentwicklung der Taufpastoral. Matthias Grünewald Verlag, Ostfildern 2011, ISBN 978-3-7867-2903-7, S. 180–190.